# Œuvres diverses pour piano de Beethoven
Ludwig van Beethoven commence l'apprentissage du piano vers cinq ans et, bien qu'il ait ensuite abordé l'orgue, le violon et l'alto, le piano resta toute sa vie son instrument principal. Dans sa jeunesse, il était du reste plus connu comme pianiste que comme compositeur. Il n'est donc guère surprenant qu'il ait écrit de nombreuses œuvres pour cet instrument, notamment la plupart de ses premières compositions qui doivent être considérées dans l'étude de son développement personnel et qui n'en sont pas moins de jolies pièces.
Après la Sonate opus 111 (1821-22), et excepté les Variations Diabelli, Beethoven ne compose que des petites pièces pour piano. Certaines sont révélatrices de la tendance croissante du compositeur dans ses dernières années à la composition d'œuvres brèves, brillamment concises. Les canons, par exemple, connus pour leur extrême brièveté, sont pour la plupart composés après 1813, et près de la moitié apparaissant dans les années 1820.
Certaines pièces ou groupes d'œuvres font l'objet d'un article détaillé:

## Sonatines
Les six sonatines recensées au catalogue des œuvres pour piano seul de Beethoven sont des partitions de sa prime jeunesse.

### Trois sonates pour pianoWoO 47
Date de composition: 1782-1783.
Durée: environ 10, 15 et 14 minutes.
Publication: 1830, Bossler.
Partition libre.

### Sonatine en fa majeurWoO 50
Date de composition: vers 1790.
Durée: environ deux minutes.
Publication: posthume.
Deux mouvements de sonate, le premier à 4/4 sans indication de tempo et allegretto à 3/4. L’autographe contient cette annotation manuscrite de Franz Wegeler, un ami de Beethoven: « écrite et signée pour moi par Beethoven. Wglr. »

### Sonatine en ut majeurWoO 51
Date de composition: 1783 ou 1790.
Durée: environ deux minutes.
Publication: 1830 par Dunst, posthume.
Partition libre.
Deux mouvements inachevés de sonate, un allegro et un adagio (l'œuvre fut achevée par Ferdinand Ries). Cette « sonate facile », dédiée par le jeune Beethoven à Eleonore von Breuning, se remarque déjà par les libertés harmoniques prises dans le développement du mouvement initial.

### Sonate en ré majeur pour clavecin ou piano à quatre mainsop.6
Date de composition: 1796-1797.
Durée: environ six minutes.
Publication: 1797, Artaria.
Partition libre.

## Pièces diverses

### Prélude en fa mineurWoO 55
Date de composition: vers 1787.
Durée: environ trois minutes.
Publication: 1803.
Partition libre.
L'œuvre est d'abord composée pour piano puis reprise pour l'orgue vers 1803.

### Allegretto en ut mineurWoO 53
Date de composition: vers 1796-97.
Durée: environ trois minutes.
Publication: posthume.
Partition libre.

### Andante favori en fa majeurWoO 57
Date de composition: 1803-04.
Durée: environ neuf minutes.
Publication: 1805, Bureau des Arts et de l'Industrie.
Partition libre.

### Fantaisie pour piano en sol mineurop.77
Date de composition: 1809.
Durée: environ neuf minutes.
Publication: novembre 1810, Breitkopf & Härtel.
Partition libre.

## Canons et miniatures
Beethoven a composé, surtout à la fin de sa vie, des dizaines de très courtes pièces, la plupart des canons. Certaines sont abouties, d'autres seulement consignées dans ses cahiers d'esquisses.

### Canon en sol majeur Hess 274 (apocryphe)
Ce canon à deux voix a été composée par Johann Mattheson (1681-1764). Beethoven a dû le copier à des fins d'études ou parce qu'il l'appréciait. Lorsque l'autographe de Beethoven a été découvert, on a pensé à tort que le canon avait été composé par lui et il a été publié dans le supplément du catalogue Hess, vol.9, parmi ses œuvres

### Canon en la bémol majeur Hess 275 / 328
Date de composition: 1803.
Durée: moins d'une minute.
Ce canon sans paroles se trouve dans le carnet d'esquisses dit de l’Héroïque (Landsberg 6), actuellement conservé à Cracovie. Willy Hess l'a répertorié par erreur une deuxième fois dans son catalogue, sous le numéro 328.